# Заполье (Владимирская область)
Заполье — деревня в Ковровском районе Владимирской области России, входит в состав Ивановского сельского поселения.

## География
Деревня расположена в 28 км на юго-восток от центра поселения села Иваново и в 56 км на юго-восток от райцентра города Ковров.

## История
В конце XIX — начале XX века деревня называлась Мочалки и входила в состав Больше-Григоровской волости Судогодского уезда, с 1926 года — в составе Вязниковского уезда. В 1859 году в деревне числилось 5 дворов, в 1905 году — 12 дворов, в 1926 году — 21 дворов.
С 1929 года деревня входила в состав Ключиковского сельсовета Вязниковского района, с 1935 года — в составе Никологорского района, с 1963 года — в составе Ковровского района, с 1972 года — в составе Шевинского сельсовета, с 2005 года — в составе Ивановского сельского поселения.
В 1966 году деревня Мочалки была переименована в деревню Заполье.

## Население
| 1859 | 1905 | 1926 | 2002 | 2010 | 2021 |
| ---- | ---- | ---- | ---- | ---- | ---- |
| 48   | ↗53  | ↗98  | ↘0   | →0   | →0   |